# 七龍珠Z 銀河面臨危機!!身手不凡的高手
《七龙珠Z 银河面临危机!!身手不凡的高手》（日語：ドラゴンボールZ 銀河ギリギリ!!ぶっちぎりの凄い奴，英语: Dragon Ball Z: The Galaxy's at the Brink!! The Super Incredible Guy），是七龍珠在1993年7月10日上映的第12部劇場版動畫。故事时间在在賽魯事件之后。

## 配音員
本剧场版也是最后由宫内幸平配音龟仙人因为两年过后就去世了。
| 孫悟飯   | 野澤雅子                            | 靳東美 |
| 孫悟空   | 野澤雅子                            | 李猶龍 |
| 特南克斯 | 草尾毅（未來） 鹤弘美（現代，嬰兒） |        |
| 波杰克   | 玄田哲章                            | 李猶龍 |
| 庞战     | 龍田直樹                            |        |
| 比度     | 江川央生                            |        |
| 珊嘉     | 丸尾知子                            |        |
| 哥高亚   | 森川智之                            |        |
| 撒旦先生 | 郷里大辅                            |        |
| 界王     | 八奈見乘兒                          |        |
| 克林     | 田中真弓                            |        |
| 饮茶     | 古谷徹                              |        |
| 天津饭   | 鈴置洋孝                            |        |
| 饺子     | 渡边菜生子                          |        |
| 乌龙     | 龍田直樹                            |        |
| 龟仙人   | 宫内幸平                            |        |
| 短笛     | 古川登志夫                          |        |
| 贝吉塔   | 堀川亮                              |        |
| 琪琪     | 渡边菜生子                          |        |
| 布瑪     | 鹤弘美                              |        |
| 广播员   | 古川登志夫                          |        |
| 钱多多   | 龍田直樹                            |        |
| 钱少少   | 鹤弘美                              |        |
| 美元     | 江森浩子                            |        |
| 主持人   | 江川央生                            |        |
|          | 龍田直樹                            |        |
|          | 宮内幸平 龍田直樹                   |        |
| 旁白     | 八奈見乘兒                          |        |

## 制作人员
- 製作総指揮：今田智憲、安齊富夫
- 原作：鳥山明
- 企画：森下孝三、清水賢治、金田耕司、週刊少年Jump
- 製作担当：樋口宗久
- 脚本：小山高生
- 音楽：菊池俊輔
- 撮影監督：清水政夫
- 録音：二宮健治
- 編集：福光伸一
- 美術監督：徳重賢
- 作画監督：山室直儀
- 監修：山内重保
- 監督：上田芳裕
- 原画：富永真理、諏訪可奈恵、山室直儀、稲上晃
- 宣伝協力：

## 主題曲
片頭曲「CHA-LA HEAD-CHA-LA」
作詞：森雪之丞、作曲：清岡千穂、編曲：山本健司、歌：影山浩宣
片尾曲
作詞：佐藤大、作曲：清岡千穂、編曲：山本健司、歌：影山浩宣

## 相關商品
VHS/LD
1994年2月11日發售。
DVD
- DRAGON BALL 劇場版 DVDBOX DRAGON BOX THE MOVIES

2006年4月14日發售。
- DRAGON BALL THE MOVIES #09 ドラゴンボールZ 銀河ギリギリ!!ぶっちぎりの凄い奴

2008年12月12日發售。
全彩漫畫
《七龍珠Z 銀河面臨危機!!身手不凡的高手》（ジャンプ・アニメコミックス ドラゴンボールZ 銀河ギリギリ!!ぶっちぎりの凄い奴）由集英社發售。臺灣由東立出版社代理正體中文版
| 卷數 | 集英社         | 集英社             | 東立出版社     | 東立出版社         |
| 卷數 | 發售日期       | ISBN               | 發售日期       | ISBN               |
| ---- | -------------- | ------------------ | -------------- | ------------------ |
| 全   | 1993年11月24日 | ISBN 4-8342-1188-6 | 1993年12月28日 | ISBN 957-34-1193-8 |

## 外部連結
- 互联网电影数据库（IMDb）上《七龍珠Z 銀河面臨危機!!身手不凡的高手》的资料（英文）